# Campy Russell
Michael Campanella Russell (ur. 12 stycznia 1952 w Jackson) – amerykański koszykarz, skrzydłowy, uczestnik meczu gwiazd NBA, działacz NBA.
Z powodu kontuzji opuścił dwa sezony gry w NBA (1982–1984).

## Osiągnięcia
NCAA
- Wybrany do II składu All-American (1979)[3]
- Lider strzelców konferencji Big Ten (1974)[4]

CBA
- Finalista CBA (1985)

NBA
- Uczestnik meczu gwiazd NBA (1979)[1]
- Lider NBA w skuteczności rzutów za 3 punkty (1982)[5]